# Memories 加藤和彦作品集
『Memories 加藤和彦作品集』（メモリーズ かとうかずひこさくひんしゅう）は、2002年12月11日に東芝EMIから発売された加藤和彦のコンピレーション・アルバムである。

## 解説
加藤和彦自身が選曲監修にあたり、加藤が1968年から1979年までに発表した楽曲から21曲が選ばれている。内容はザ・フォーク・クルセダーズおよび北山修との連名、そしてソロ活動期の楽曲で構成され、サディスティック・ミカ・バンドや1980年以降の作品は含まれていない。結果的にこれが加藤の公認ベスト・アルバムとしては最後のものとなった。
なお、全曲にオノ・セイゲンによるデジタル・リマスタリングが施されている。

## アートワーク
アートワークは宮川一郎が手がけた。ジャケット写真は柴田七三三の撮影によるもので、帯には加藤自身のコメントが記載された。

## 収録曲
楽曲の時間表記は当該CDに基づく。初発表年を付記。
1. メモリーズ - (5:17)
作詞：安井かずみ、作編曲：加藤和彦
5枚目のソロ・アルバム『パパ・ヘミングウェイ』収録曲。バハマのナッソーでのレコーディング。（1979年）
2. 僕のおもちゃ箱 - (3:24)
作詞：北山修、作曲：加藤和彦、編曲：ありたあきら
1枚目のソロ・シングル曲。加藤はこの楽曲をジミー・ウェッブ風と評している[2]。1枚目のソロ・アルバム『ぼくのそばにおいでよ』収録。（1969年）
3. もしも、もしも、もしも - (3:39)
作詞：松山猛、作編曲：加藤和彦
2枚目のソロ・アルバム『スーパー・ガス』収録曲。（1971年）
4. ぼくのそばにおいでよ - (4:00)
訳詞：日高仁、作詞/作曲：エリック・アンダーソン、編曲：加藤和彦と彼のグループ
3枚目のソロ・シングル曲。アルバム『ぼくのそばにおいでよ』収録。（1969年）
5. オーブル街 - (2:11)
作詞：松山猛、作曲：加藤和彦
ザ・フォーク・クルセダーズ（以下、フォークルと表記）の2枚目のアルバム『紀元貮阡年』収録曲。（1968年）
6. 9月はほうき星が流れる時 - (10:20)
作詞：松山猛、作曲：加藤和彦、編曲：クニ河内
アルバム『ぼくのそばにおいでよ』収録曲。（1969年）
7. 日本の幸福 - (3:28)
作詞：佐藤信、作曲：加藤和彦、編曲：加藤和彦とそのグループ
シングル「ネズミ・チュウ・チュウ・ネコ・ニャン・ニャン」のカップリング曲。（1969年）
8. 明日晴れるか - (3:18)
作詞：阿久悠、作曲：加藤和彦、編曲：加藤和彦とそのグループ
シングル「僕のおもちゃ箱」のカップリング曲。（1969年）
9. 悲しくてやりきれない - (3:08)
作詞：サトウハチロー、作曲：加藤和彦：編曲：ありたあきら
フォークルの3枚目のシングル曲。アルバム『紀元貮阡年』収録。（1968年）
10. 不思議な日 - (2:42)
作詞：松山猛、作編曲：加藤和彦
アルバム『スーパー・ガス』収録曲。加藤によれば、発表当時のソロ・コンサートでは定番のレパートリーだったという[2]。（1971年）
11. 雨の糸 - (2:11)
作詞：北山修、作編曲：加藤和彦
フォークルのライブ・アルバム『当世今様民謡大温習会 はれんちりさいたる』収録。（1968年）
12. 僕を呼ぶ故郷 - (2:36)
作詞：北山修、作曲：加藤和彦、編曲：葵まさひこ
シングル「あの素晴しい愛をもう一度」のカップリング曲。（1971年）
13. 花のかおりに - (3:04)
作詞：北山修、作曲：加藤和彦：編曲：青木望
フォークルの7枚目のシングル「何のために」のカップリング曲。アルバム『紀元貮阡年』収録。（1968年）
14. 家をつくるなら - (2:22)
作詞：松山猛、作編曲：加藤和彦
4枚目のソロ・シングル曲。アルバム『スーパー・ガス』収録。（1971年）
15. ネズミ・チュウ・チュウ・ネコ・ニャン・ニャン - (3:18)
作詞：松山猛、作曲：加藤和彦、編曲：ありたあきら
2枚目のソロ・シングル曲。アルバム『ぼくのそばにおいでよ』収録バージョンより短くなり、サビのコーラスがカットされている。（1969年）
16. アーサーのブティック - (5:39)
作詞：松山猛、作曲：加藤和彦、編曲：クニ河内
シングル「ぼくのそばにおいでよ」のカップリング曲。アルバム『ぼくのそばにおいでよ』収録。（1969年）
17. 青年は荒野をめざす - (3:03)
作詞：五木寛之、作曲：加藤和彦、編曲：川口真
フォークルの8枚目のシングル曲。（1968年）
18. あの素晴らしい愛をもう一度 - (3:11)
作詞：北山修、作曲：加藤和彦、編曲：葵まさひこ
北山修との連名によるシングル曲。この楽曲は初発売以来「あの素晴しい愛をもう一度」という表記が用いられてきたが、当該CDにおいては歌詞カードにも「素晴らしい」と記載されている。（1971年）
19. シンガプーラ - (3:48)
作詞：安井かずみ、作編曲：加藤和彦
5枚目のソロ・シングル曲。アメリカ、アラバマ州シェフィールドでレコーディングされたアルバム『それから先のことは…』収録。（1976年）
20. それから先のことは - (5:00)
作詞：安井かずみ、作編曲：加藤和彦
アルバム『それから先のことは…』収録曲。（1976年）
21. メモリーズ (Reprise)  - (1:43)
作編曲：加藤和彦
アルバム『パパ・ヘミングウェイ』収録のインストゥルメンタル。（1979年）

## クレジット
- Produced by Kazuhiko Kato
- Mastered by Seigen Ono (@Saidera Mastering)
- Art Direction & Design:Ichiro Miyagawa

## 発売履歴
| 形態 | 発売日         | 品番       | レーベル | アートワーク | 解説 | リマスタリング | 備考     |
| ---- | -------------- | ---------- | -------- | ------------ | ---- | -------------- | -------- |
| CD   | 2002年12月11日 | TOCT-10895 | 東芝EMI  | 宮川一郎     | なし | オノ・セイゲン | 【初出】 |